# Élesztős Pál
Élesztős Pál (Kolozsnéma, 1948. május 6.) szlovákiai magyar gépészmérnök, egyetemi tanár, 2022-től a MTA külső tagja.

## Élete
1967-ben érettségizett a Komáromi Gépipari Szakközépiskolában. 1972-ben a pozsonyi Szlovák Műszaki Egyetem Gépészmérnöki Karán végzett. Az egyetem Kémiai Gépek és Berendezések Tanszékén lett tanársegéd és aspiráns. Kandidátusi disszertációját 1977-ben védte meg. Ekkor az egyetem Rugalmasságtani és Szilárdságtani Tanszékének adjunktusa, majd 1988-tól docense lett. 1997–2007 között a Gépészmérnöki Kar Rugalmasságtani és Szilárdságtani Tanszékének vezetője volt. 2007-ben megvédte egyetemi tanári szakdolgozatát az alkalmazott mechanika témakörében. 2007-től az Alkalmazott Mechanikai és Mechatronikai Intézet helyettes vezetője. 2009-ben professzorrá nevezték ki.
Kutatási területe a műszaki és alkalmazott szilárdságtan és a rugalmasságtan, elsősorban a hő hatására az atomerőművekben, a kémiai és a petrokémiai berendezésekben lejátszódó részfolyamatok, illetve a feszültségnövekedés vizsgálata. Ipari vállalatok számára több mint száz jelentős tervezetet készített el és kivitelezett. Az Atlantis projekt szlovákiai koordinátora.

## Elismerései
- 2014 Jedlik Ányos-díj, Szímő
- 2022 Pro Urbe Somorja